# 日枝村
日枝村（ひえむら）は滋賀県愛知郡にあった村。現在の豊郷町の南部にあたる。

## 地理
- 河川：宇曽川、岩倉川

## 歴史
- 1889年（明治22年）4月1日 - 町村制の施行により、吉田村・上枝村・下枝村・高野瀬村・大町村・沢村の区域をもって発足。
- 1956年（昭和31年）9月30日 - 犬上郡豊郷村と合併し、改めて犬上郡豊郷村が発足。同日日枝村廃止。

## 交通

### 鉄道路線
村域を近江鉄道本線が通過したが、駅は所在しなかった。豊郷駅が至近に所在。また、旧村域を東海道新幹線が通過するが、当時は未開業。

### 道路
- 国道8号